# 伊利诺伊大学厄巴纳-香槟分校

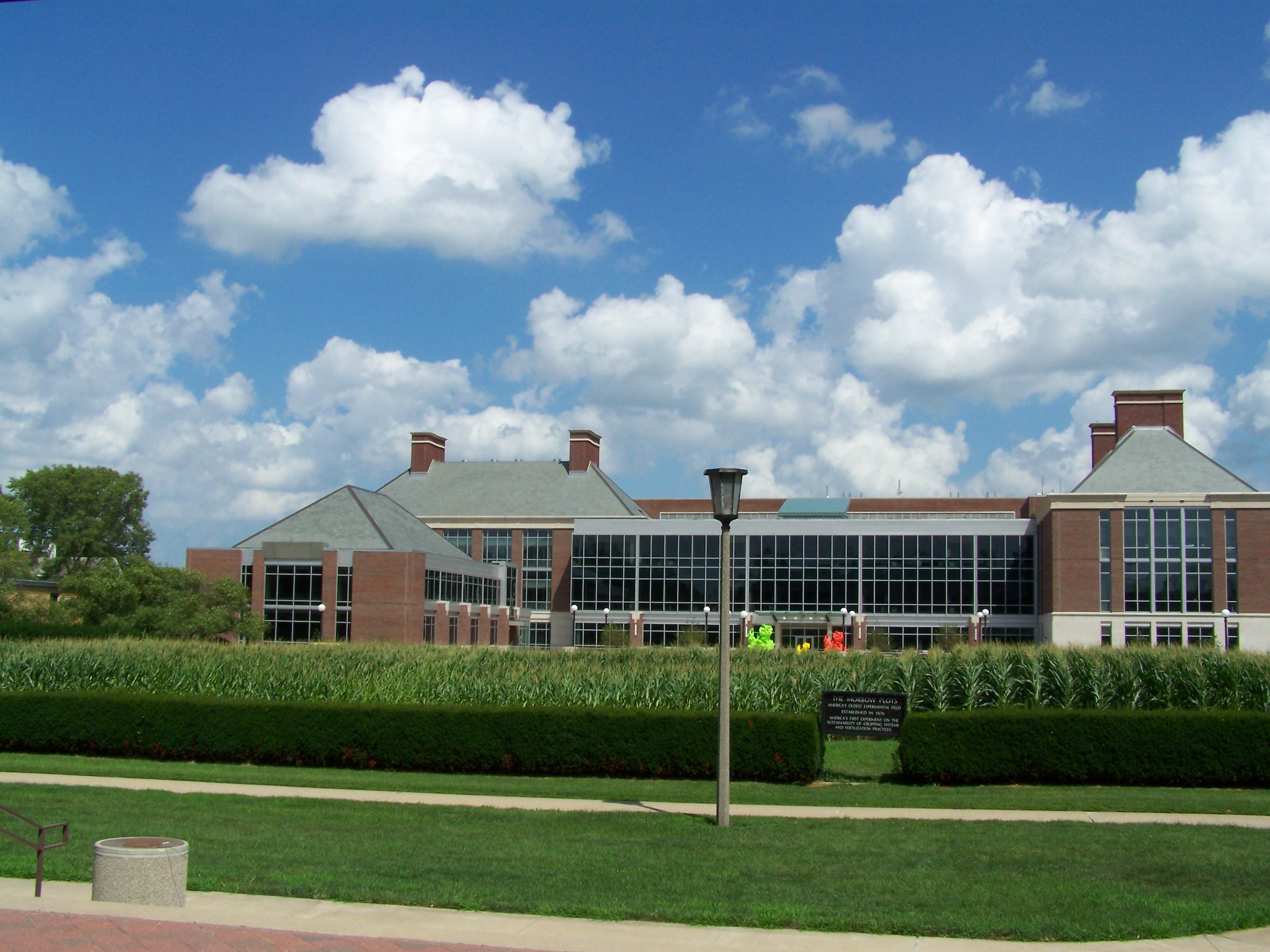
大学试验田，摄于2007年

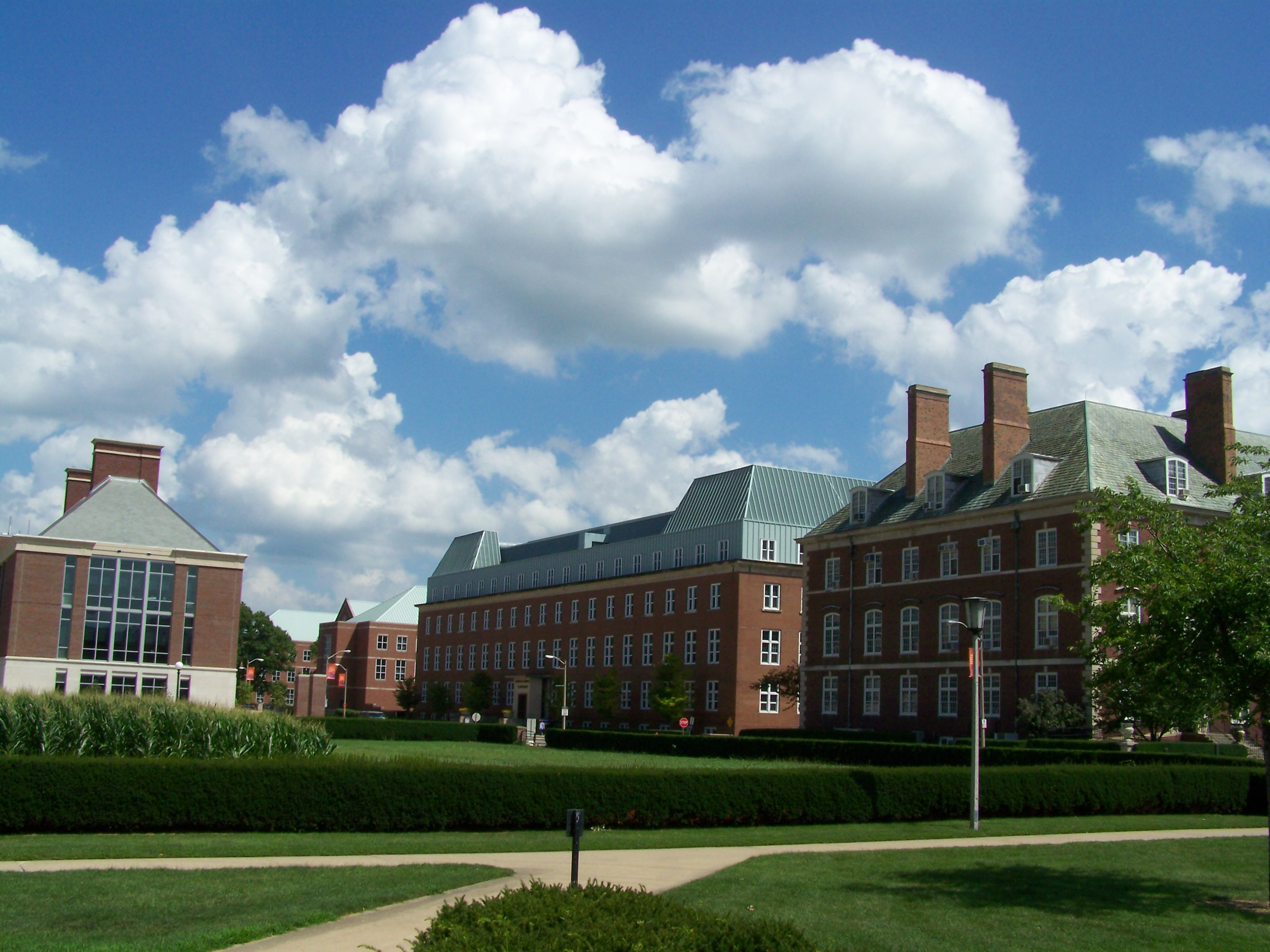
动物科学馆，摄于2007年

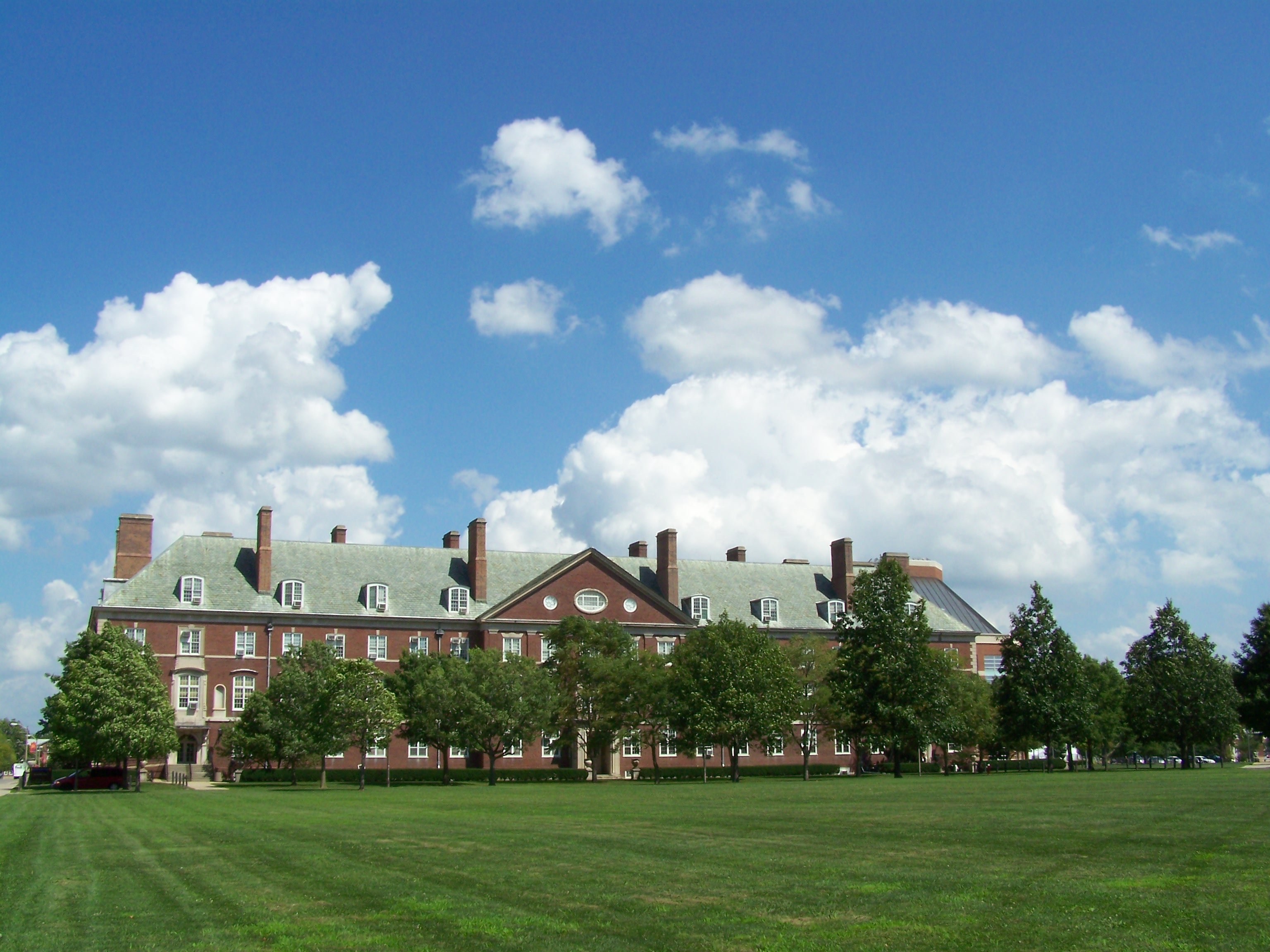
农学及环境科学楼，摄于2007年

伊利诺伊大學厄巴納—香檳分校 (英語：University of Illinois Urbana-Champaign, 简称： 或 ) 是一所坐落於美國伊利諾州香槟-厄巴纳，世界著名的公立研究型大學，為十大联盟、十大学术联盟及美国大学协会成员，被誉为公立常春藤。伊利諾大學香檳分校創立於1867年，是伊利諾大學系统中的旗舰與创始校区，也是总校校长办公室所在之校区。
伊利諾大學香檳分校占地6370英亩，校區內有651幢建築物，以及来自世界上超過130个国家的学生4万余人，教授與教职人员約3000人，学校共有17个学院，覆盖超過150个学科以及5000門課程，其2016年的年度運營預算超過600億台幣，是美國规模最為庞大的公立研究型大学之一。伊利諾大學香檳分校擁有自己的机场伊利诺伊大学威拉德机场以及數十个体育俱乐部和大型体育场馆（其中的纪念体育场可容纳超過6万人），學校內有近40個图书馆，內涵多達2400多万册藏書，为美国第五大图书馆群，在美国大学中位列第三，仅次于哈佛大学以及耶魯大學。
伊利諾大學香檳分校在工程領域素負盛名，其Grainger工程學院在全美甚至全世界獲得許多讚譽。根據上海交通大學於2021年所做的排名，UIUC在工程領域的表現名列世界前5，僅次於麻省理工學院、史丹佛大學、加州大學柏克萊分校和喬治亞理工學院，領先劍橋大學和所有的常春藤盟校。UIUC畢業的校友創辦或合作創辦了特斯拉、甲骨文、Youtube、Paypal、AMD、Yelp等世界知名公司和IT產品，以及JavaScript、Swift等程式語言。

伊利諾大學香檳分校位列2024《泰晤士高等教育世界大學排名》第42名、2023《CWUR世界大学排名 （页面存档备份，存于） 》第22名、2022《世界大學學術排名》第49名，2024《QS世界大學排名》第64名。截至2022年，UIUC總共有30位教授或校友榮獲過諾貝爾獎，2位校友榮獲過圖靈獎，1位教授榮獲過菲爾茲獎，17位校友榮獲過普利策新聞獎以及11位教授榮獲過美國國家科學獎章。現任教授中有2位普利策獎得主、22位美國國家科學院院士以及28位美國國家工程院院士。該校運動員累計共獲得32枚奧運獎牌。

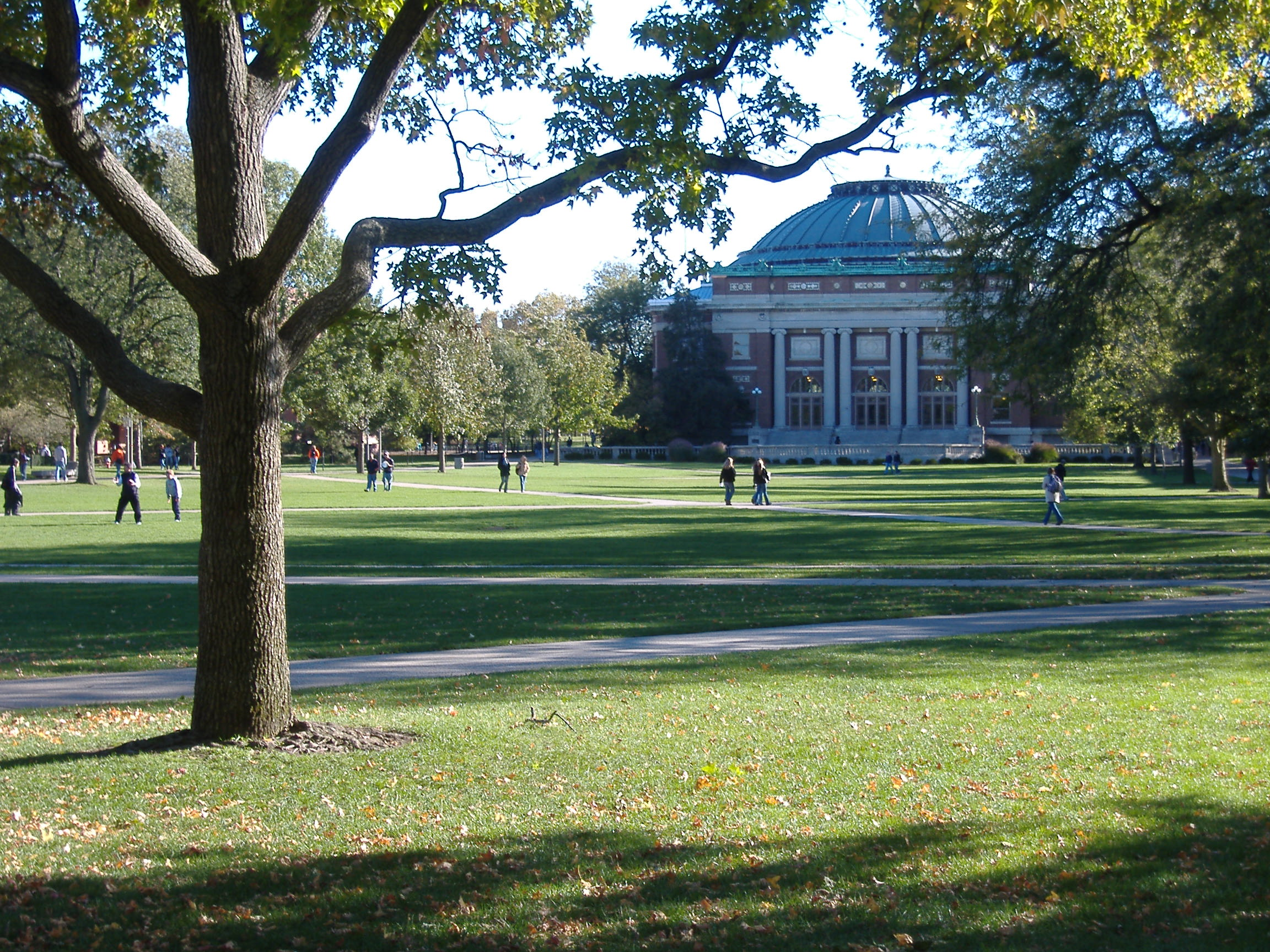
主草坪与Foellinger音乐厅, 2006年

## 学校历史
該学校创建于1867年，创始之初称作伊利诺伊工业大学（英語：Illinois Industrial University），后在1885年改称伊利诺伊大学长达百年，直至1982年伊利诺州政府决定创建伊利诺伊大学芝加哥分校和春田分校，学校改用现名，但学术界和工业界仍然普遍使用伊利诺伊大学称呼该校，学校也使用州名（Illinois）作为简称及網域名稱。
1867年时南北战争刚刚结束，厄巴納逐渐成为该州重要的铁路交汇点。州议会决定在该镇建立一所大学以响应美国政府颁布的赠地法案，这就是伊利诺伊工业大学。学校始建的初衷是要从事农业、工业和军事方面的教育，学校把“学习和劳动”作为校训刻在校徽上。
第二年，学校改名为伊利诺伊大学。1900年之后，五大湖区逐渐成为工业革命的重要地区，学校发挥自己在理工科上的优势，相继做出一些重大科学贡献，推动了科学和工程领域的进步，逐渐成为世界知名大学。
伊利诺伊大学与中国有着特殊的关系，早在1906年，时任校长爱德蒙·詹姆斯致信美国总统西奥多·罗斯福建议将庚子赔款用于发展中国的教育事业，后来发展为庚子赔款奖学金，使诸多的中国学生得以留美深造。而在1911-1920年，伊利诺大学收留和培养了多达1/3的留美中国学生，是对中国学生最友好的大学之一。

## 地理位置、校园和建筑

### 校园环境
大学位于密歇根湖以南平原上，地势平坦，为伊利诺伊州传统农业区。这里属于温带大陆性气候，四季分明，夏秋两季干旱，春冬两季受湖区影响降雪较多。大学交通便利，有74号高速，72号高速和57号高速联通周边芝加哥，印第安纳波利斯和圣路易斯等城市。除了有铁路贯穿小镇，学校还有自己运营的维利亚德机场（Williard）和航空飞行学院，机场可连通芝加哥，底特律和达拉斯。

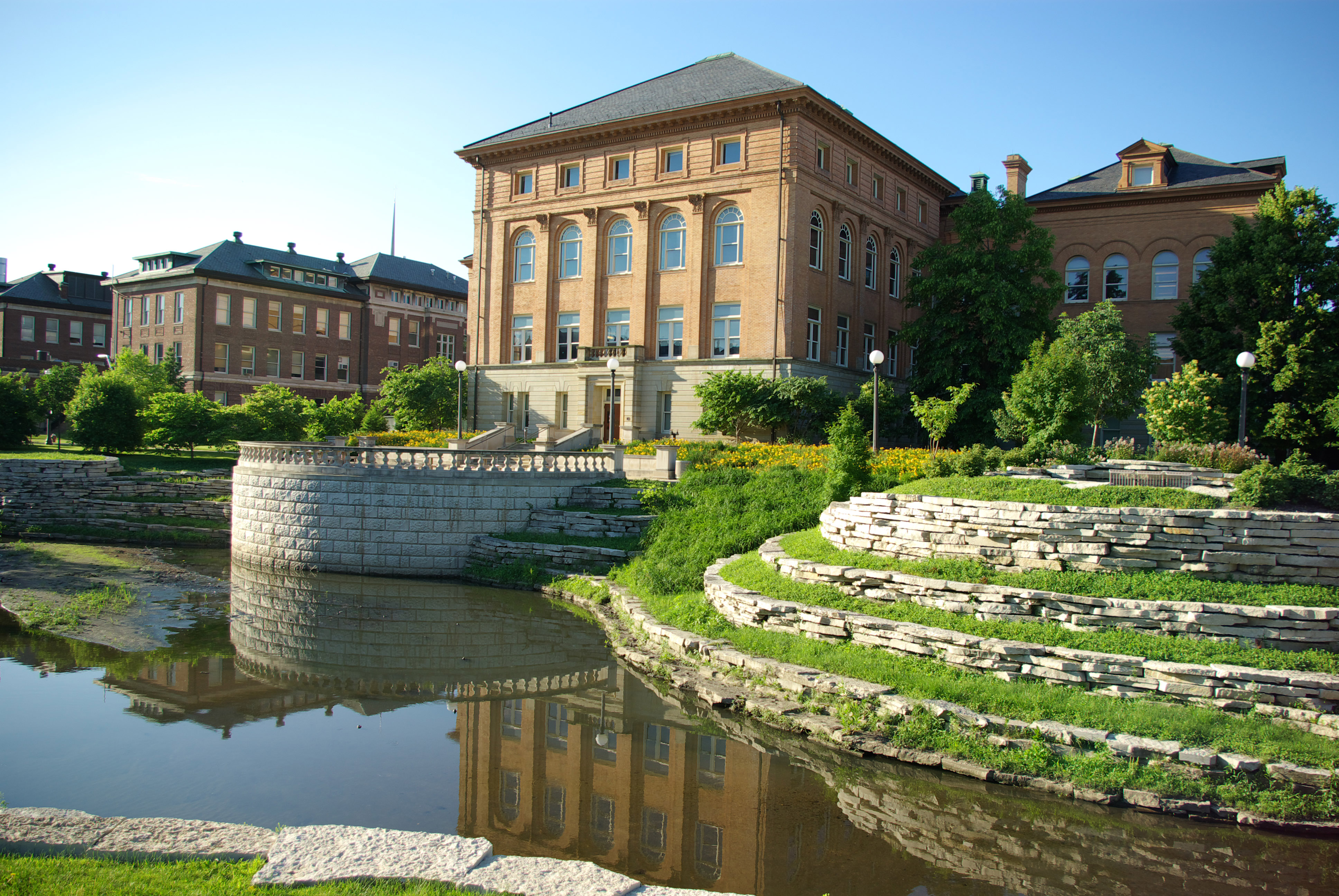
工程馆

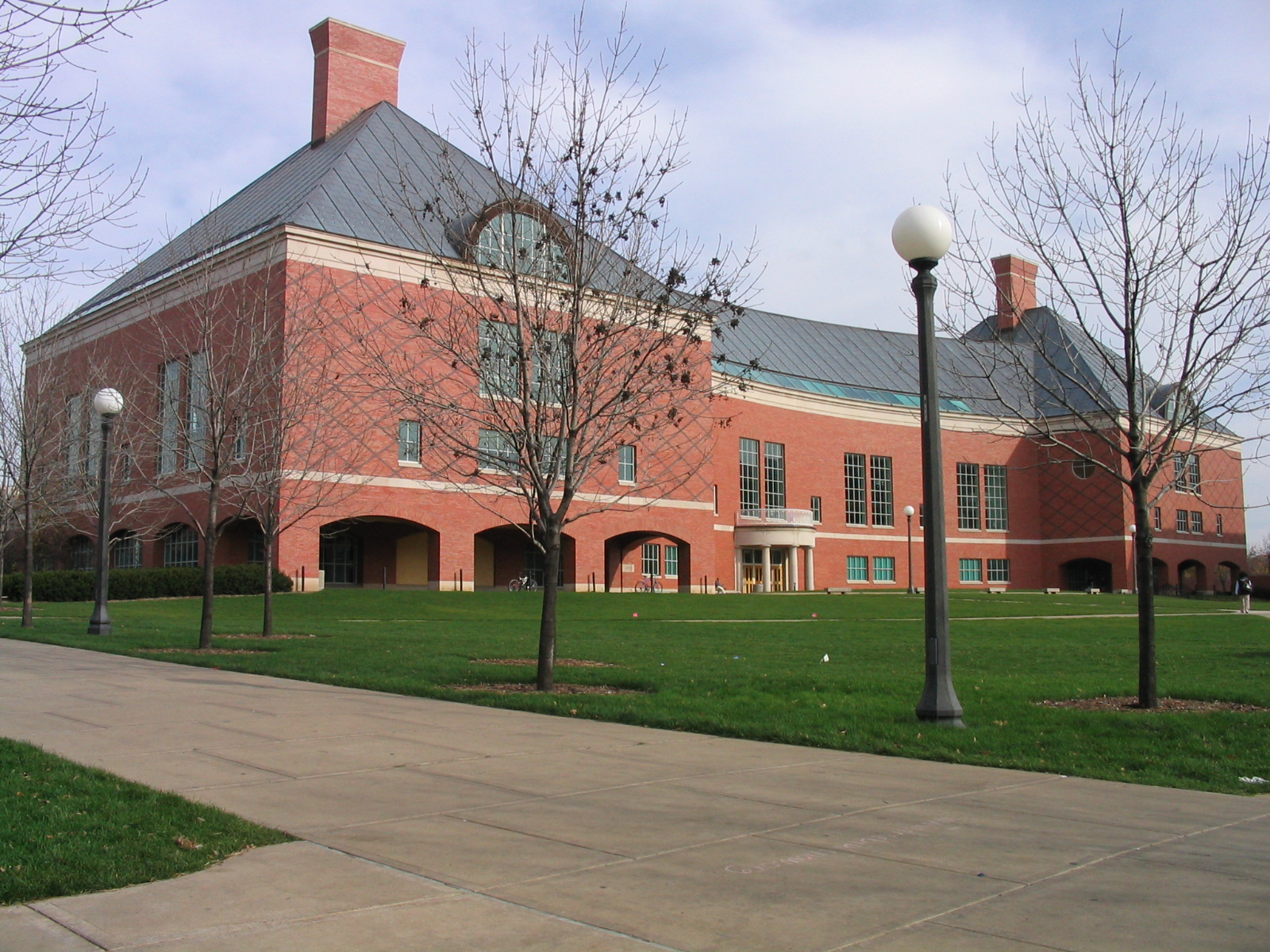
工程学院图书馆

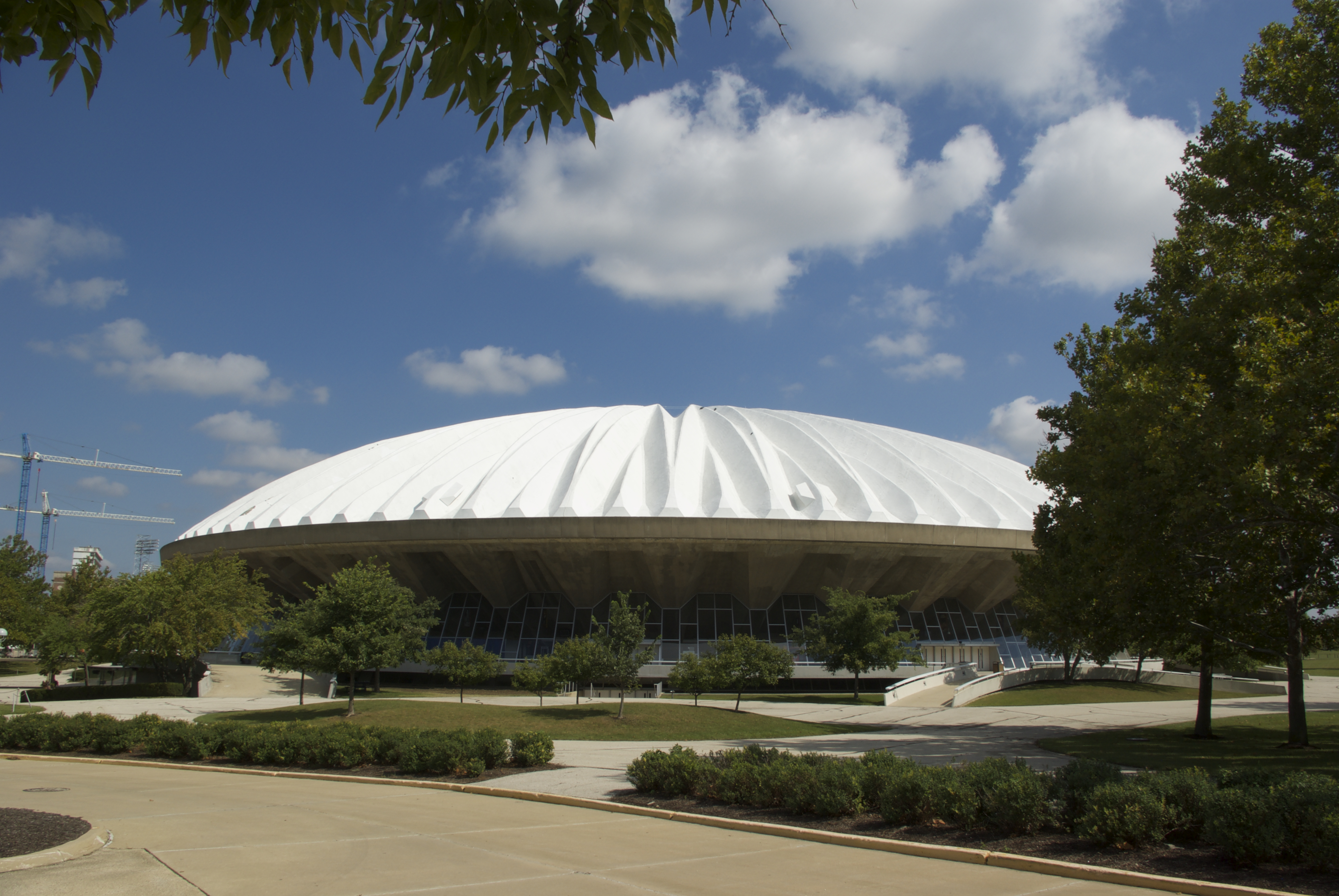
State Farm Center 室内体育场

整个大学的建筑以橘红色为基准色，以喬治亞復興式樣建築為基調。建筑群围绕核心区域沿着南北中轴线的三个小广场。中部为主广场，主广场的草坪是学校最引人注目的学生休息和课外活动场所，是学校核心地标。主广场周围是学校文学艺术与科学学院的建筑群，是学校最为传统基础的专业所在地。广场北为伊利诺楼（Illini Union），是学校的标志建筑和各种活动的集中场所。楼内有娱乐厅，会议厅，阅读室，宾馆，餐厅，保龄球室，小商店，网吧等。广场南为弗令格音乐厅。广场东侧为化学，语言，历史楼，西侧为数学，英语，和行政楼。  北部为巴丁广场，该广场附近聚集了工程学院建筑。工程学院，电子，计算机，土木，工程学院图书馆，以及周边的物理系，材料系，力学系都位于格林（Green）街北侧的工程学院区。在史普林菲尔德路以北，有贝克曼研究所（Beckman Institute）和几个实验中心。南广场则是被农业，动物学，和与之相关的专业建筑群所环绕。这些专业是大学最有特色的专业，诸如农学，兽医在全美也是出类拔萃的。主广场与南广场相接的地方，有两处较为特色的地标，一个是校园内的小试验田，种植农业作物，一个是试验田西侧的地下图书馆，即本科生图书馆，该图书馆在地下与主图书馆有走廊连接，是本科生学习的场所。
学校有几个体育馆和一个大型体育场，即纪念体育场（Memorial Stadium），该体育场完工于1923年，有座位6万余个，是美式足球校队伊利诺战士队主场。学校有苹果园住宿区（Orchard Down）和其他几个住宿区。大学有附属高中一所。
校园种植有北美红橡树，红叶似火，秋色迷人。校园南部有一个日本园（Japenese Garden）和苗圃，春天花开似锦。校园附近还有几个小镇经营的公园，图书馆和博物馆。整个学校安静而美丽，是学习和研究的良好园地。

## 院系设置
伊大有宽广的学科覆盖和卓有特色的学科项目，目前学校有农业环境，应用健康，飞行，商学，教育，工程，艺术，劳动与雇佣关系研究，法学，文理，图书馆信息，传媒，医学，社会工作，兽医等学院。其中农业，兽医和工程是学校的传统强项，图书馆专业也因为庞大的藏书量而全美第一。伊大的医学院刚刚兴起，又因为芝加哥分校有较强的医学院，因此实力较弱。但是它却有一个较为强大的兽医学院。

### Grainger工程学院
伊大工程学院位于以巴丁小广场为中心的建筑群落，也是伊利諾大學香檳分校科研的核心，其中包括空间工程，农业与生物工程，生物工程，化工与生物分子，市政土木，电脑工程，电机工程，工业系统工程，材料工程，力学机械工程，核工程和物理系（物理系属于工程学院是伊大的特色）。這些科系幾乎全部在全美排名前十，其中許多更是排名前五。
早年学院以约翰·巴丁教授发明的晶体管技术作为出发点，在物理系的蓬勃发展下不断分离出新的工程专业和研究所。目前工程学院有26个研究中心，10个主要实验室和9个附属项目。学院还是国家超级电脑应用中心所在地，和美国能源署高级火箭模拟中心所在地。

### 文理学院
伊大拥有一个庞大的文学与科学学院，该学院创立于1913年，主办公楼是林肯厅（Lincoln Hall）。文学专业和众多门的科学专业隶属该院。学院的化学，心理学和演讲专业在美国极具声望。伊大的数学系位于钟楼内，是一个数学大师云集的地方，华罗庚等华人教授曾经在此执教。虽然数学系和物理系在不同的学院，但是彼此学术交流频繁，伊大的数学物理交叉方向也相当有名望。

### 农学院
该校坐落于农业垦区，农学院也是该校一大特色，是美国最优秀的农学院之一。农学院有动物实验室和一小片试验田，同时凭借学校位于伊利诺伊农业区的地理条件，农学院也与周边农业区有着紧密合作，在转基因作物，绿色燃料等方面进行研究试验。农学院的建筑群位于南广场。

### 图书馆学院
伊利諾大學香檳分校的圖書館藏書量高居全世界公立大學的第1名，以及所有大學之第3名，僅次於私立的耶魯大學和哈佛大學。此外，該校不僅設有40多個學術部門，還擁有可容納16,000人的多功能大樓，以及可容納71,000人的紀念體育館，並經常舉辦中西區10大名校間校際的足球、籃球、手球等大型比賽。

### Gies 商学院
学校的商学院位有着年轻的教师队伍，並开设了多种课程和博士研究课题；在2017年，Larry Gies 捐贈 一亿五千万美元後，冠名為吉斯商學院 (Gies College of Business)。商學院包括商學、財金、會計等系，根據 UTD Top 100 Business School Research Rankings 2019年最新排名，財金系名列全球第四 。
學校在1922年頒發美國第一個會計的學士學位，更在1939年頒發全球第一個會計學博士學位。

## 科学成就
伊利諾大學香檳分校強調學術研究，於1995年裏在科學及工程方面的研發費用就高達約2億零500萬美元。年預算15億美元。該大學SCI論文總數在全美名列前5位。該大學從美國國家科學基金會（NSF）獲得研究經費量年年在全美名列第一。位於該大學的美國國家超級電腦應用中心（NCSA）在高性能計算、網路和資訊技術的研究和部署領域，一直處於世界領先的地位。大學不僅設有逾80個研究中心、實驗室及研究所，而且教員多是國家級學術機構的傑出會員，這些國家級學術機構包括美國國家科學院、美國國家工程學院、美國人文與科學院等等。
截至2017年，伊利諾大學香檳分校共有30位教授或校友榮獲過諾貝爾獎（其中有11位畢業自該校），在美國公立大學中僅次於加州大學伯克利分校。此外，2位校友榮獲過圖靈獎（被視為是電腦科學界的諾貝爾獎），1位教授榮獲過菲爾茲獎（被視為是數學界的諾貝爾獎），17位校友榮獲過普利策新聞獎，11位教授榮獲過美國國家科學獎章，現任教授中有2位普利策獎得主、22位美國國家科學院院士、28位美國國家工程院院士。

## 學生生活
截至2018年春，该大学有45,813名学生。截至2015年，超过10,000名学生为国际学生，其中5,295名为中国大陆学生。该大学还招收了来自100多个国家的学生其中包括32,878名本科生和10,245名研究生和专业学生。男性占55％，女性占45％。2014年UIUC招收了来自中国的4,898名学生，超过其他任何一所美国大学。他们是校园里最大的国际学生群体，其次是韩国（2014年秋季为1,268人）和印度（1,167人）。UIUC中国学生的研究生入学人数从2000年的649人增加到2014年的1,973人。

1981年伊利诺伊大学

## 学生组织
该大学拥有超过1,000个活跃的注册学生组织，在每个学年开始时在伊利诺伊州的“方庭日(Quad Day)”期间展示。学生计划和活动办公室提供注册和支持，该办公室是为知识和教育目标而建立的行政部门。该办公室的使命是“加强课堂教育”，“满足校园社区的需求和愿望”，并“让学生做好贡献和人道的公民准备”。

## 學校排名

### 綜合排名
綜觀不同的评比機構，近年來伊利諾大學香檳分校在世界大學的學術排名大約都在20~80之間，於2023《CWUR世界大学排名 （页面存档备份，存于） 》第22名，2024《泰晤士高等教育世界大學排名》中為世界第42名、2024《QS世界大學排名》中為世界第64名、2022《世界大學學術排名》中為世界第49名、2023《美國新聞與世界報導》中為世界第72名。

### 商學院排名
依據《美国新闻与世界报道》(U.S. News & World Report)，大學部的會計學程為全美排名第3，金融學程排名為16；2015年全美最佳商學院排名中，本院排名為第35名。《商業週刊》（Businessweek）將本商學院職涯服務中心排名第1，而職涯服務辦公室則排名第6。另外，根據《華爾街日報》（Wall Street Journal），本院於召募公司所偏好的商學院排名中名列第3。在2014年《彭博商業周刊》全日制MBA學程（Full-time MBA Program）排名中為全美第40名；在2013年《金融時報》全球MBA排名中，伊利諾大學香檳分校的MBA學程全球排名第44名，全美排名第23名。

### 理工學院排名
工程學院是伊利諾大學香檳分校科研的核心，也是美國國家超級計算中心所在地。根據美國U.S. News & World Report在2025的排名, 該校理工科系排名全美第5位，其中包含電機工程系、電腦科學系、材料科學系、土木工程系、機械工程系、航天工程系、工業工程系、化學系、物理系、生物工程系和環境工程系等，這些科系幾乎全部在全美排名前十，其中許多更是排名前五。 伊利諾大學香檳分校的環境工程系所曾在2014年QS世界大學排名的土木結構建築項目排名世界第二名。
以下為2025 U.S. News & World Report 伊利諾大學厄巴納-香檳分校理工科本科排名 
| 學科           | 國內排名 |
| -------------- | -------- |
| 土木工程       | 3        |
| 航空航天工程   | 6        |
| 生物和農業工程 | 6        |
| 化學工程       | 7        |
| 計算機科學     | 5        |
| 計算機工程     | 5        |
| 電機工程       | 4        |
| 環境工程       | 5        |
| 工業工程學     | 8        |
| 材料工程       | 4        |
| 機械工程       | 9        |
| 物理学         | 9        |
| 化学           | 7        |

## 知名校友、教师
- 张纯如，已故美籍华裔作家和歷史學家。生前以出版英文歷史著作《南京暴行：被遗忘的大屠杀》而聞名
- 游景雲，- 現任國立台灣大學土木工程學系教授
- 陳偉仁，- 現任國立台灣師範大學特殊教育學系助理教授，資優教育推動者
- 李安，臺灣導演，已獲得兩次奧斯卡金像奖最佳導演（電影：《斷背山》與少年PI的奇幻漂流），毕业于该校戏剧系，获得学士学位。同屬臺灣籍的妻子林惠嘉亦為該校微生物學博士，現為紐約醫學院（New York Medical College）病理學研究教授。
- 李德財，國立中興大學校長，是該校資訊工程碩士及博士。
- 張欣綠，國立政治大學資訊管理學系專任副教授，是該校資訊管理博士。
- 周景揚，國立中央大學校長，是該校電腦科學碩士、博士。
- 曹承礎，國立臺灣大學教授兼台大EMBA執行長，台灣大學資訊管理系主任兼研究所所長，是該校電腦科學博士
- 陳瑩 (政治人物)，政治人物。
- 姚期智，計算機科學家，2000年圖靈獎得主，是目前唯一一位獲得此獎項的華裔，是该校計算機科學博士。
- 呂秀蓮，台灣政治人物，中華民國第十、十一屆副總統，是該校法學碩士。
- 林全，曾任中華民國行政院院長、財政部部長，是该校经济学博士。
- 管中閔，曾任國立臺灣大學校長，曾任行政院經濟建設委員會主任委員，曾是该校副教授。
- 程天放，五四運動知名領導人，前中華民國教育部部長，是该校政治學碩士。
- 陳士駿（Steve Chen），YouTube合作創辦人之一，曾在該校就讀資訊工程，但在最後一個學期輟學。
- 劉兆凱，即劉兆玄之弟，該校電機工程博士，現任臺灣東元電機董事長。
- 竺可桢，著名地学、气象学专家，浙江大学史上最负盛名的校长。
- 彭仁傑，物理系教授，中研院院士。
- 王怡萍，新竹高中音樂班資深優良教師，鋼琴及大鍵琴專業，並精通各類舞蹈及歌唱技巧

## 外部連結
- 地理坐标： 40°06′37.94″N 88°13′42.28″W / 40.1105389°N 88.2284111°W
- 官方網站（页面存档备份，存于）
- 官方體育網站（页面存档备份，存于）